# Acrotrichis fascicularis
Acrotrichis fascicularis ist ein Käfer aus der Familie der Zwergkäfer (Ptiliidae). 

## Merkmale
Die Käfer erreichen eine Körperlänge von 0,85 bis 0,9 Millimetern und sind damit etwas kleiner als der ähnliche Acrotrichis intermedia. Ihr Körper ist etwas breiter und dunkler schwarz gefärbt. Die Hinterwinkel des Halsschildes sind spitz zulaufend und nach hinten gezogen. Ersterer ist maximal geringfügig mehr glänzend als die Deckflügel und gleichmäßig sehr eng punktförmig strukturiert. Die Deckflügel sind beim Männchen deutlich, beim Weibchen sehr wenig verjüngt. Die Fühler sind braun, ihre ersten beiden Glieder sind rötlich. Die Beine sind gelbrot. 

## Vorkommen und Lebensweise
Die Art kommt in Europa und Nordamerika vor. Sie ist in Mitteleuropa weit verbreitet und überall häufig. Die Tiere leben unter faulendem Pflanzenmaterial.